# Sebastián Pérez Kirby
Sebastián Andrés Pérez Kirby (Viña del Mar, 2 de diciembre de 1990) es un futbolista profesional chileno, que juega como arquero. Actualmente milita en Palestino de la Primera División de Chile.

## Trayectoria
A los 7 años, Pérez demostraba habilidades para el tenis, donde llegó a ser número 5 de Chile en la modalidad de menores de 14 años, debiendo dejar el deporte por falta de apoyo económico. Al mismo tiempo, jugaba de arquero en la academia de Jorge García.

### Everton y préstamos a Melipilla y Puerto Montt
Luego, tras decidir dedicarse al fútbol, llega a Everton de Viña del Mar, siendo tercer arquero arquero en 2007 y debutando en 2010,donde jugó 8 partidos, 7 siendo titular y 1 siendo suplente. En el 2010, Everton decide mandarlo a préstamo, para que el jugador sume más minutos y recala primero en Deportes Melipilla
Posteriormente el 2012 en Deportes Puerto Montt. Al terminar el préstamo por un año, vuelve a la planilla de Everton. Aunque esto no fue factible, ya que finalmente se le renovó su préstamo, precisamente en Deportes Puerto Montt. Tras ser comprado por Deportes Puerto Montt, durante la temporada 2014-15 de la Segunda División Profesional, durante la final que fue aplazado hasta el 5 de mayo por la erupción del volcán Calbuco, el club se coronó campeón en un repleto Estadio Chinquihue, tras derrotar por 4-0 a su escolta San Antonio Unido con 2 goles de Pablo Corral y Javier Parraguez, con lo que el equipo salmonero volvió a la Primera B luego de 3 años de ausencia. 

### Palestino y Deportes Iquique
En diciembre de 2017 es transferido a Palestino como refuerzo para la temporada 2018. En 2018, con Palestino obtuvo la final de la Copa Chile 2018, donde el club disputó en doble partido a Audax Italiano, con triunfos 1-0 en el Estadio Bicentenario de La Florida y 3-2 en el Estadio Municipal de La Cisterna.
En 2019, es anunciado como refuerzo de Deportes Iquique.

### Universidad Católica
En marzo de 2021, tras descender con los Dragones Celestes, Pérez es anunciado como refuerzo de Universidad Católica. Ganó su primer título con la escuadra cruzada el 21 de marzo de 2021, tras coronarse campeón de la Supercopa 2020, luego del triunfo ante Colo Colo por 4 a 2. Pérez, disputó con el club la final de la Supercopa 2021, tras una tanda de penales, donde tapó dos penales frente a Ñublense, la UC se coronó tricampeón de está competencia. En diciembre del mismo año, la UC se coronó tetracampeón del torneo nacional, tras ganar las ediciones 2018, 2019, 2020 y 2021, el título se convirtió en el primer torneo de Primera División ganado por Pérez y su tercer título con la franja.

### Unión Española
Tras no ser considerado como arquero titular tras el retorno de Matías Dituro en 2022 a Universidad Católica, fue enviado a préstamo a Unión Española por toda la temporada 2023.

## Selección nacional

### Selección absoluta
El 4 de diciembre de 2021, fue convocado por Martín Lasarte, director técnico de la selección chilena adulta, para disputar partidos amistosos frente a México y el Salvador.

### Participaciones en Clasificatorias a Copas del Mundo
| Eliminatorias            | País  | Resultado | Posición | Partidos | Goles |
| ------------------------ | ----- | --------- | -------- | -------- | ----- |
| Eliminatorias Catar 2022 | Catar | Eliminado | 7°       | 0        | 0     |

### Partidos internacionales
Actualizado hasta el 14 de junio de 2022.
| Partidos internacionales | Partidos internacionales | Partidos internacionales           | Partidos internacionales | Partidos internacionales | Partidos internacionales | Partidos internacionales | Partidos internacionales | Partidos internacionales |  |
| N.º                      | Fecha                    | Estadio                            | Local                    | Resultado                | Visitante                | Goles                    | DT                       | Competición              |  |
| ------------------------ | ------------------------ | ---------------------------------- | ------------------------ | ------------------------ | ------------------------ | ------------------------ | ------------------------ | ------------------------ |  |
| 1                        | 9 de diciembre de 2021   | Q2 Stadium, Austin, Estados Unidos | México                   | 2-2                      | Chile                    | -2                       | Martín Lasarte           | Amistoso                 |  |
| 2                        | 14 de junio de 2022      | Panasonic Suita, Suita, Japón      | Chile                    | 0-0 (1-3 p)              | Ghana                    |                          | Eduardo Berizzo          | Copa Kirin 2022          |  |
| Total                    | Total                    | Total                              | Presencias               | 2                        | Goles                    | -2                       |                          |                          |  |

| Selección chilena | Selección chilena | Selección chilena |
| Año               | Partidos          | Goles             |
| ----------------- | ----------------- | ----------------- |
| 2021              | 1                 | -2                |
| 2022              | 1                 | 0                 |
| Total             | 2                 | -2                |

## Estadísticas

### Clubes
| Club                         |               | Temporada     | Liga  | Liga  | Copas | Copas | Torneos | Torneos | Total | Total |
| Club                         | Part.         | Temporada     | Goles | Part. | Goles | Part. | Goles   | Part.   | Goles |       |
| ---------------------------- | ------------- | ------------- | ----- | ----- | ----- | ----- | ------- | ------- | ----- | ----- |
| Everton · Chile              | 1.ª           | 2010          | 8     | -15   | 1     | 0     | —       | —       | 11    | -15   |
| Puerto Montt · Chile         | 2.ª           | 2012          | 19    | -29   | 1     | -1    | —       | —       | 20    | -30   |
| Puerto Montt · Chile         | 3.ª           | 2013          | 18    | -20   | —     | —     | —       | —       | 18    | -20   |
| Puerto Montt · Chile         | 3.ª           | 2013-14       | 22    | -19   | —     | —     | —       | —       | 22    | -19   |
| Puerto Montt · Chile         | 3.ª           | 2014-15       | 31    | -26   | —     | —     | —       | —       | 31    | -26   |
| Puerto Montt · Chile         | 3.ª           | 2015-16       | 36    | -30   | 5     | -10   | —       | —       | 41    | -40   |
| Puerto Montt · Chile         | Total club    | Total club    | 126   | -124  | 6     | -11   | 0       | 0       | 132   | -135  |
| Everton · Chile              | 1.ª           | 2016-17       | 1     | -3    | 7     | -5    | —       | —       | 8     | -8    |
| Everton · Chile              | Total club    | Total club    | 9     | -18   | 8     | -5    | 0       | 0       | 17    | -23   |
| Palestino · Chile            | 1.ª           | 2018          | 26    | -37   | 10    | -8    | —       | —       | 36    | -45   |
| Deportes Iquique · Chile     | 1.ª           | 2019          | 25    | -40   | 1     | 0     | —       | —       | 26    | -40   |
| Deportes Iquique · Chile     | 1.ª           | 2020          | 34    | -46   | —     | —     | —       | —       | 34    | -46   |
| Deportes Iquique · Chile     | Total club    | Total club    | 59    | -86   | 1     | 0     | 0       | 0       | 60    | -86   |
| Universidad Católica · Chile | 1.ª           | 2021          | 25    | -29   | 4     | -6    | 3       | -2      | 32    | -37   |
| Universidad Católica · Chile | 1.ª           | 2022          | 14    | -24   | 3     | -2    | 8       | -18     | 25    | -44   |
| Unión Española · Chile       | 1.ª           | 2023          | 23    | -20   | 2     | -2    | —       | —       | 25    | -22   |
| Unión Española · Chile       | Total club    | Total club    | 23    | -20   | 2     | -2    | 0       | 0       | 25    | -22   |
| Universidad Católica · Chile | 1.ª           | 2024          | 10    | -10   | 1     | 0     | 0       | 0       | 11    | -10   |
| Universidad Católica · Chile | Total club    | Total club    | 49    | -65   | 8     | -8    | 11      | -20     | 68    | -91   |
| Palestino · Chile            | 1.ª           | 2025          | 11    | -10   | 5     | -13   | 6       | -8      | 21    | -31   |
| Palestino · Chile            | Total club    | Total club    | 37    | -47   | 15    | -21   | 6       | -8      | 57    | -76   |
| Total carrera                | Total carrera | Total carrera | 303   | -358  | 40    | -47   | 17      | -28     | 347   | -433  |
| 1. 2. 3.                     |               |               |       |       |       |       |         |         |       |       |

### Selecciones
| Selección      | Temporada | Amistosos | Amistosos | Sudamérica | Sudamérica | Mundial | Mundial | Total | Total |
| Selección      | Temporada | Part.     | Goles     | Part.      | Goles      | Part.   | Goles   | Part. | Goles |
| -------------- | --------- | --------- | --------- | ---------- | ---------- | ------- | ------- | ----- | ----- |
| Adulta · Chile | 2021      | 1         | -2        | —          | —          | —       | —       | 1     | -2    |
| Adulta · Chile | 2022      | 1         | 0         | —          | —          | —       | —       | 1     | 0     |
| Total          | Total     | 2         | -2        | 0          | 0          | 0       | 0       | 2     | -2    |

## Palmarés

### Campeonatos nacionales
| Título             | Equipo                     | País  | Año     |
| ------------------ | -------------------------- | ----- | ------- |
| Primera División   | Everton                    | Chile | 2008-A* |
| Segunda División   | Deportes Puerto Montt      | Chile | 2014-15 |
| Copa Chile         | Palestino                  | Chile | 2018    |
| Supercopa de Chile | C. D. Universidad Católica | Chile | 2020    |
| Supercopa de Chile | C. D. Universidad Católica | Chile | 2021    |
| Primera División   | C. D. Universidad Católica | Chile | 2021    |

(*) No jugó ningún partido pero fue el arquero suplente en las 2 Finales.

### Distinciones individuales
| Distinción                                                    | Año  |
| ------------------------------------------------------------- | ---- |
| Mejor arquero de 2021 por Encuesta El Deportivo de La Tercera | 2021 |